# Mare de Déu del castell de Sant Llorenç
Mare de Déu del castell de Sant Llorenç és una església a l'est de les ruïnes del castell andalusí, en un carener que sobresurt de la serra de Sant Cristòfol a la riba dreta del Segre, i en terrenys de Sant Llorenç de Montgai.

## Història
No han estat localitzades fins a l'actualitat notícies històriques de la capella de la Mare de Déu del castell de Llorenç de Montgai; no es pot descartar, però, que aquesta església hagués estat durant l'edat mitjana la parròquia del terme del castell de Llorenç, que va dependre de la canònica de Santa Maria de Solsona. Així consta per primera vegada l'any 1151, en la butlla que el papa Eugeni III adreçà a Santa Maria de Solsona confirmant-li les seves possessions. Aquesta subjecció es recull també en l'acta de consagració de Santa Maria de Solsona del 1163 i en una relació d'esglésies de Solsona del final del segle xiii. El capellà de Llorenç és esmentat, així mateix, en la dècima de la diòcesi d'Urgell del 1391.

## Arquitectura
Es tracta d'un temple d'una sola nau de planta rectangular molt allargada, capçada a llevant per un absis semicircular. La nau és coberta amb volta de canó al tram de llevant, i lleugerament apuntada fins al mur de ponent. La volta és reforçada per dos arcs torals que descansen sobre pilastres i que divideixen el tram de la nau en dos espais idèntics. L'arrencada de la volta és definida per una motllura trapezoïdal bisellada que a les pilastres és doble, a manera d'àbac. La nau és dividida en dos parts, separades per dos graons que formen l'accés al presbiteri, definit, en aquest edifici, per la zona de l'absis més un tram de la nau on s'han obert dues capelles, la septentrional, contemporània a la construcció romànica amb arc de mig punt adovellat, i la meridional, més tardana, amb arc apuntat també adovellat que ocupa tota l'amplada d'aquest espai.
La porta d'accés s'obre al mur de ponent, desplaçada de l'eix central cap al sud i resolta amb arc de mig punt adovellat. De les tres finestres conservades, dues són de doble esqueixada: una a l'absis amb arc de mig punt adovellat, una altra al mur sud amb arc de mig punt tallat en una pedra rectangular, i una tercera finestra, situada en el mur de ponent, lleugerament desplaçada de l'eix central, geminada amb una columna amb base, fust octogonal i capitell esculturat, que sembla haver estat reaprofitada d'una altra construcció. És d'esqueixada recta amb arc de mig punt adovellat amb motllura complexa a l'aresta, formada per una combinació de dos bossells i un cavet, que es reprodueix als muntants. Tot el perímetre exterior del temple presenta cornisa superior motllurada, amb combinació de bossell i cavet, que a la façana principal marca de manera irregular la coberta de dues aigües. A la coberta de la cara meridional hi ha un campanar d'espadanya de doble obertura amb arcs de mig punt i teulada plana.
L'església de Santa Maria del castell de Llorenç s'adiu perfectament a les solucions arquitectòniques del final del segle xii i la primera meitat del XIII, amb reformes més tardanes que podrien estar representades per la capella meridional i les motllures exteriors tant de la cornisa com de la finestra principal.